# 亨比

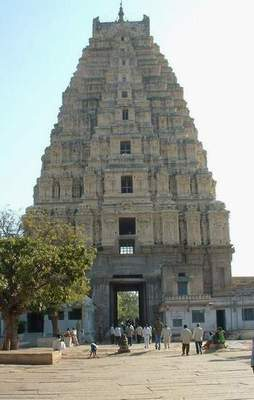
维卢巴克沙神廟入口的高塔，高達160呎(49米)，是亨比主要的朝聖中心

亨比村（Hampi ಹ೦ಪೆ）是印度卡纳塔克邦北部贝拉里县的一个村，位於棟格珀德拉河南岸。村落距班加罗尔353公里，距贝拉里市74公里。这个村落在一片遺跡的中央，此處曾经是毗奢耶那伽罗王朝在公元1336至1565年的首都。
自1336年，此處開始成為王朝的首都毗奢耶那伽罗，與國同名，意為勝利之城。當時海上貿易蓬勃，宮殿和寺廟林立，一直是重要的宗教中心。繁榮的狀況持續至1565年，首都被北方德干高原上的五個蘇丹國聯軍征服為止。穆斯林在此搶掠了這座城市長達六個月後，城市洗劫一空，最終遭到廢棄。
1986年，毗奢耶那伽罗的废墟被认定为世界遗产。廢墟中有不少以達羅毗荼式風格建成的印度教神廟，其中一些仍有著信徒參拜，如位於亨比市集的濕婆神廟维卢巴克沙（Virupaksha），早在王朝建立時便已存在。

## 名稱來源
亨比此名（Hampi）是一被英語化的版本，原稱Kannada Hampe（衍生自潘帕（Pampa），是棟格珀德拉河的古稱）。

## 登录基准
该世界遗产被认为满足世界遺產登錄基準中的以下基準而予以登錄：
- （i）表现人类创造力的经典之作。
- （iii）呈现有关现存或者已经消失的文化传统、文明的独特或稀有之证据。
- （iv）关于呈现人类历史重要阶段的建筑类型，或者建筑及技术的组合，或者景观上的卓越典范。

## 景觀

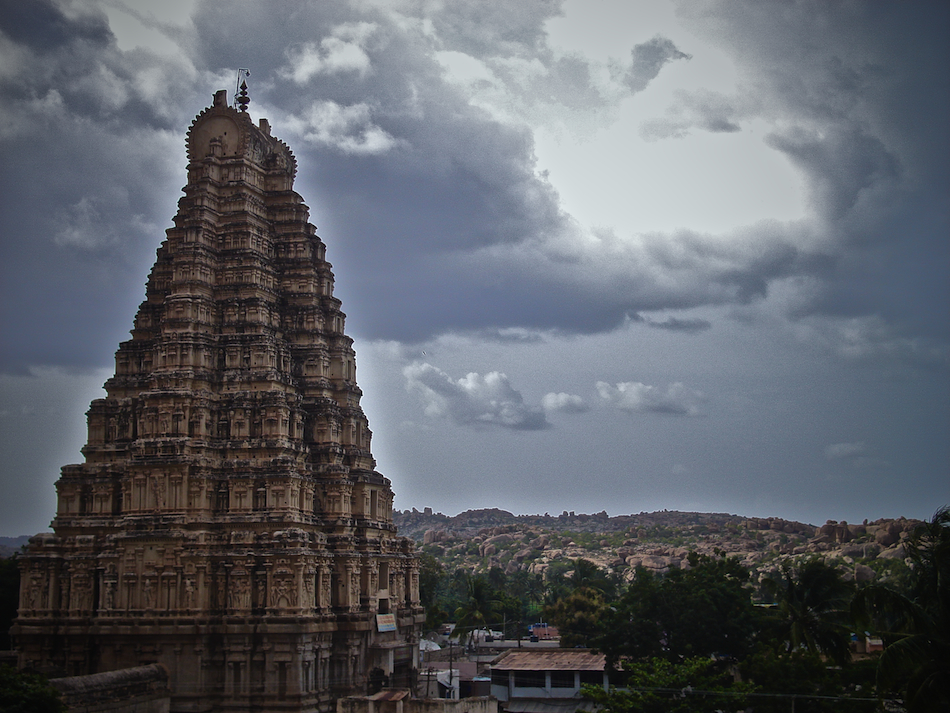
维卢巴克沙塔
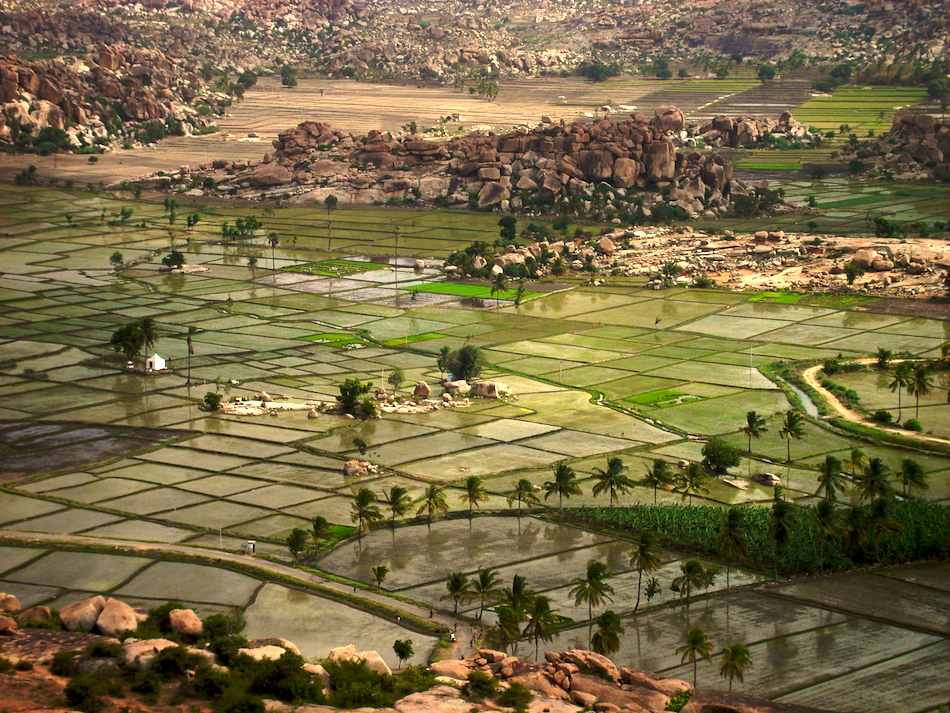
Anjeyanadri山所見的農田
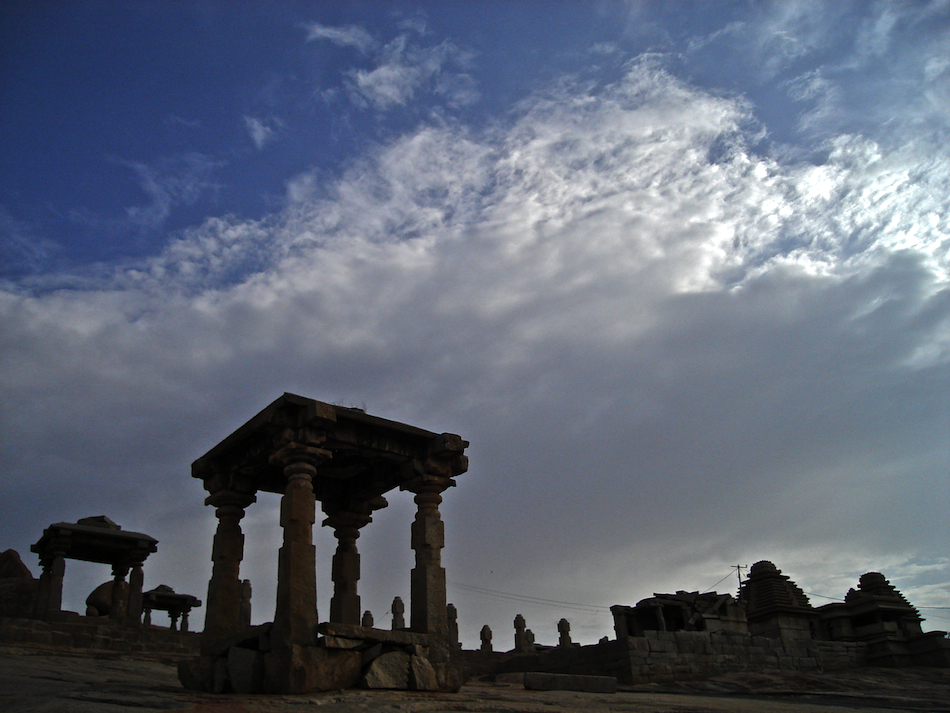
Hemakuta complex
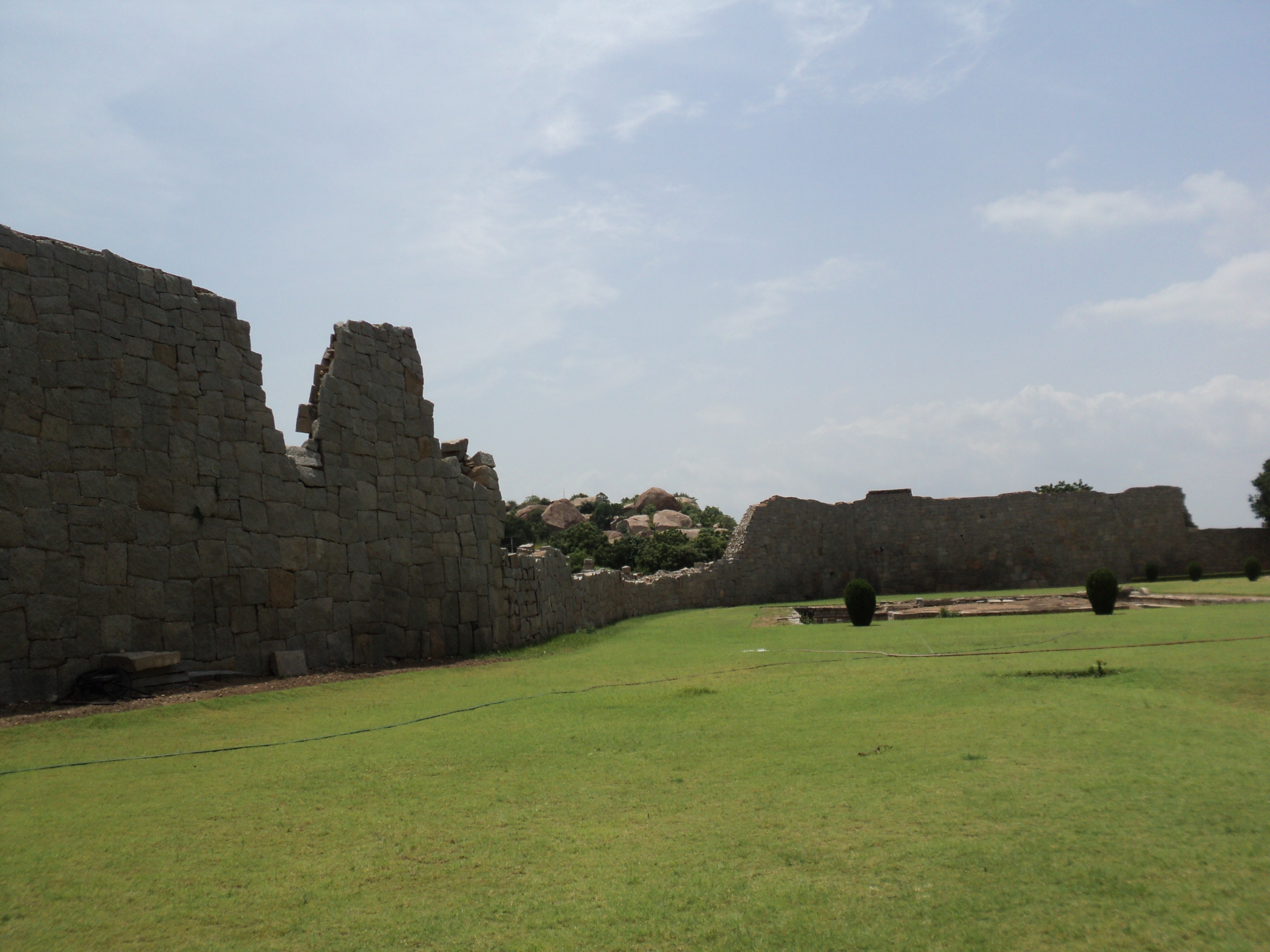
老城遺址
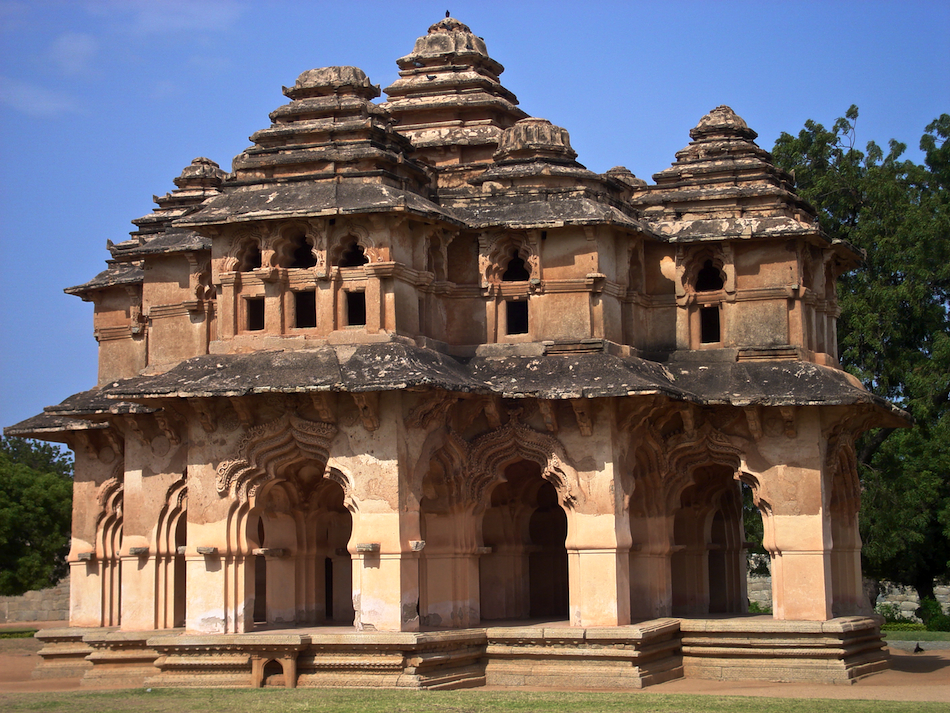
荷花宮殿-建於毗奢耶那伽罗王朝晚期的皇后宮殿，帶有伊斯蘭風格
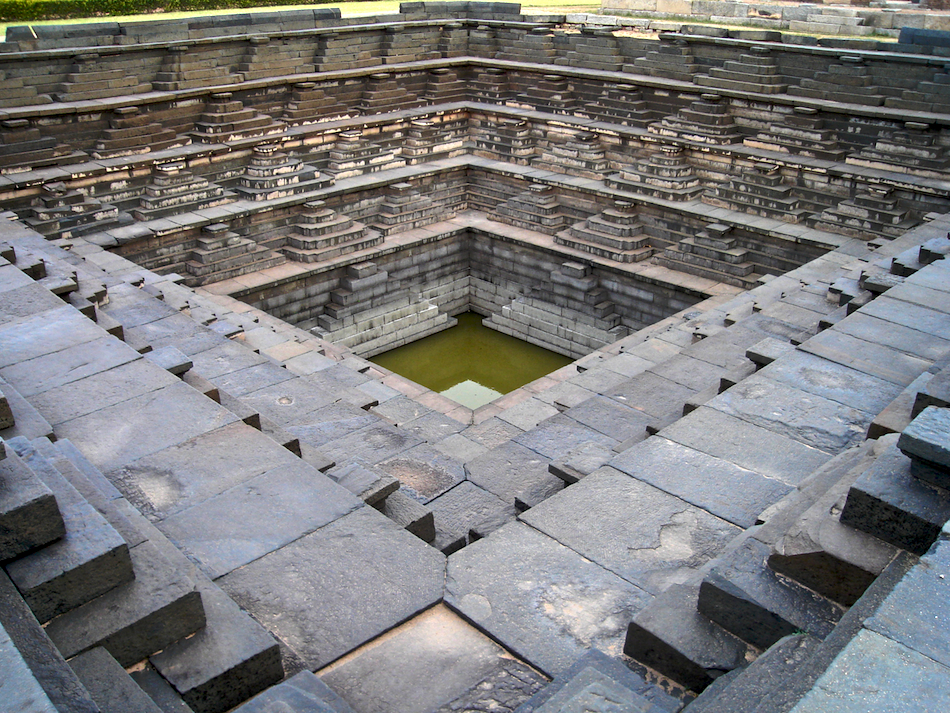
階梯狀的貯水池，在Underground Temple附近
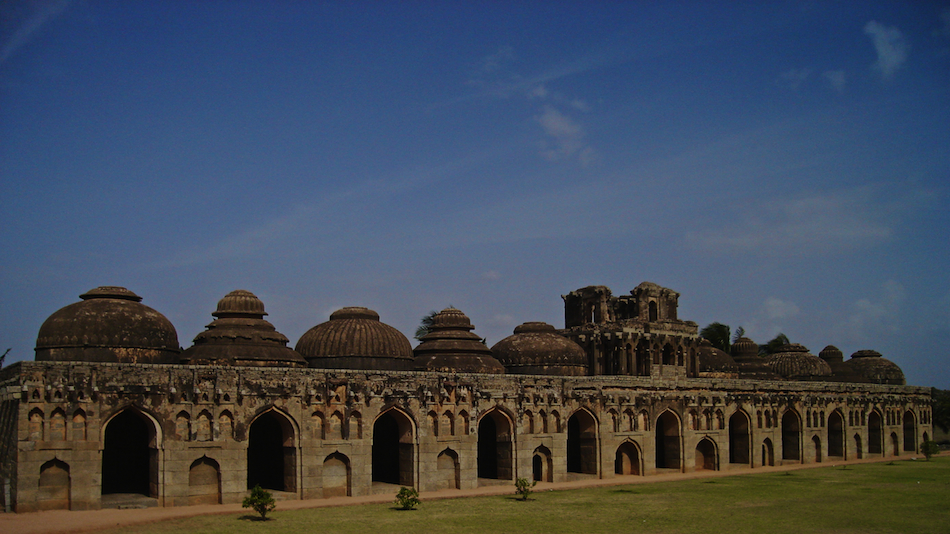
象舍
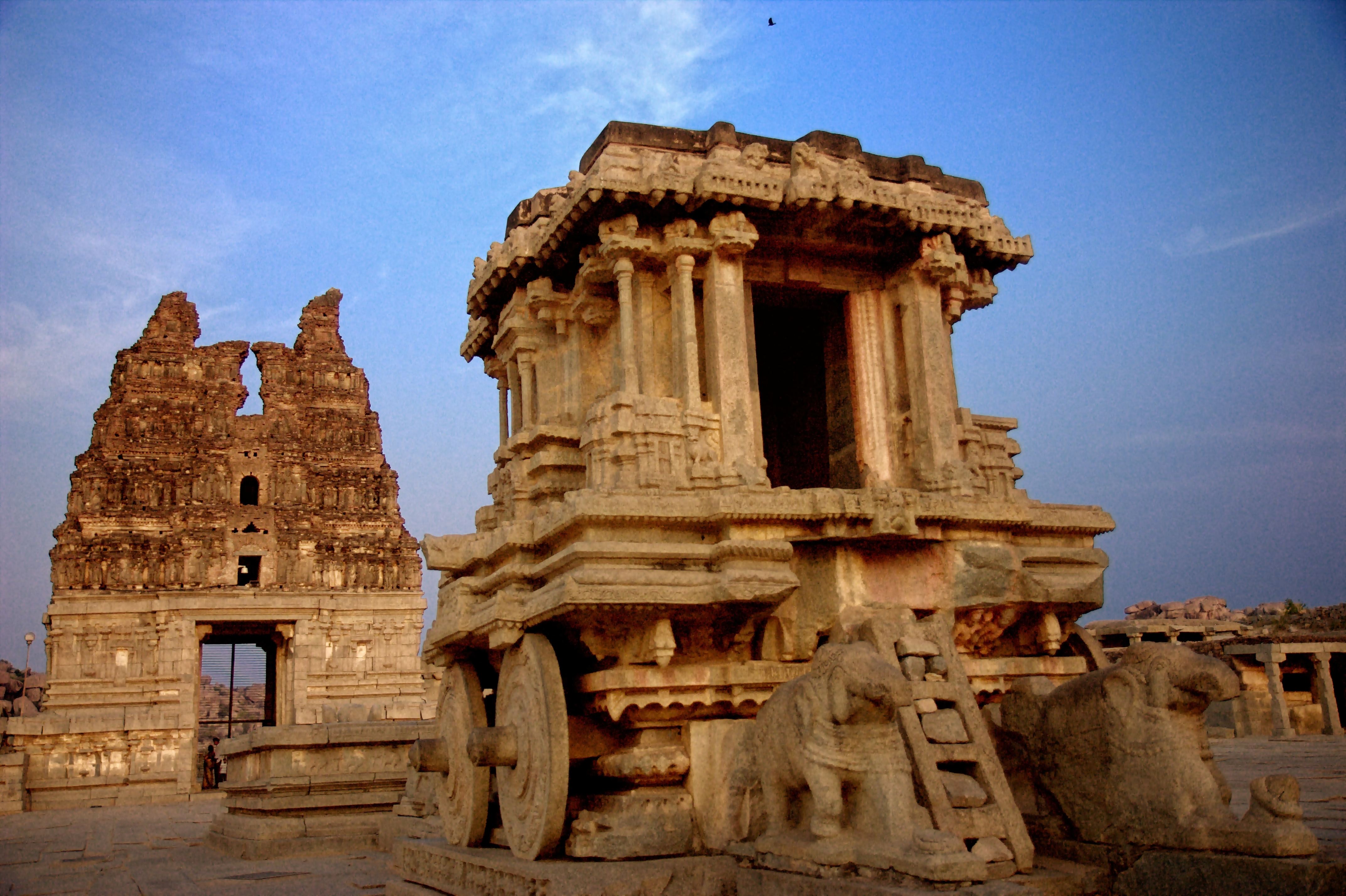
在Vittala complex的石戰車
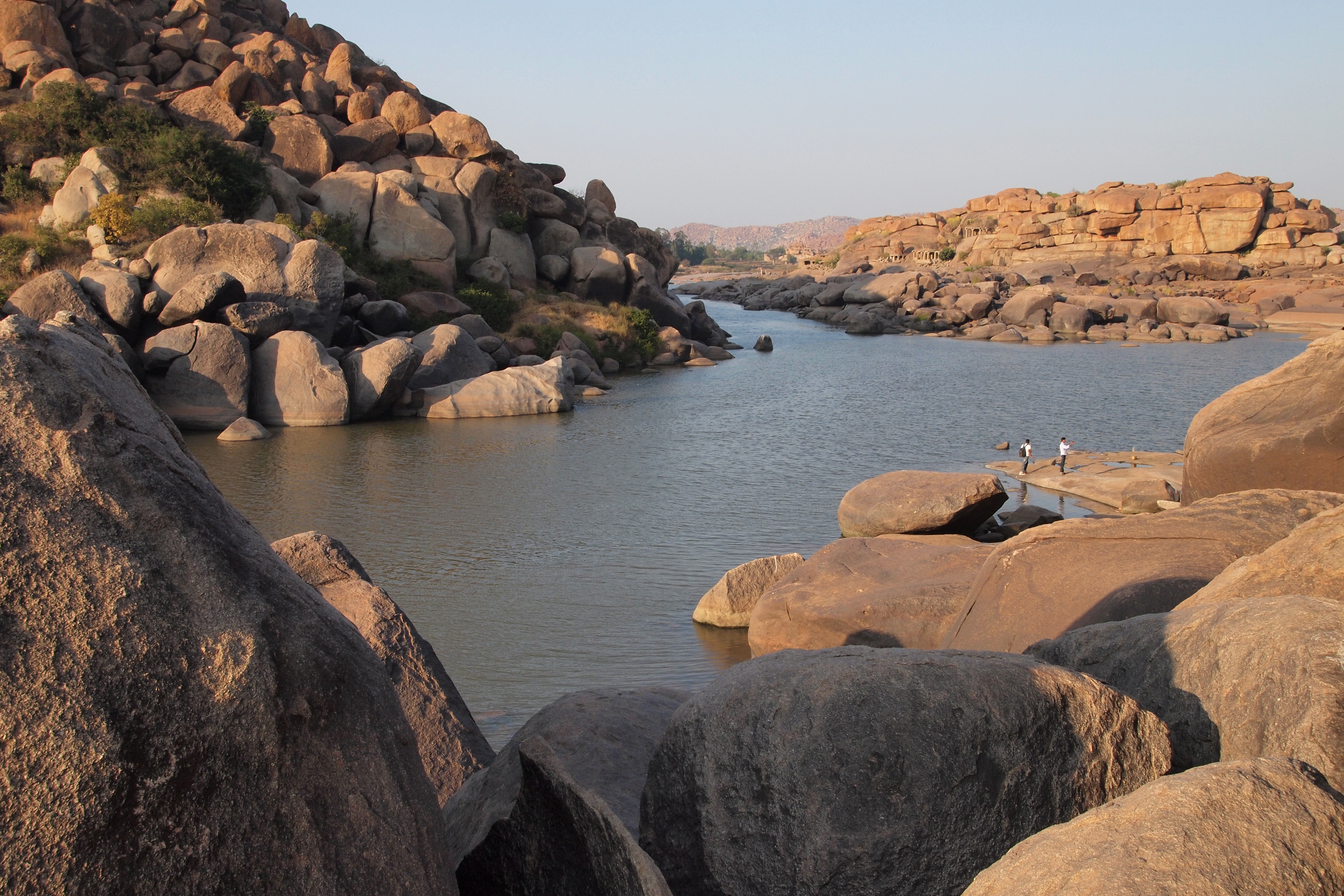
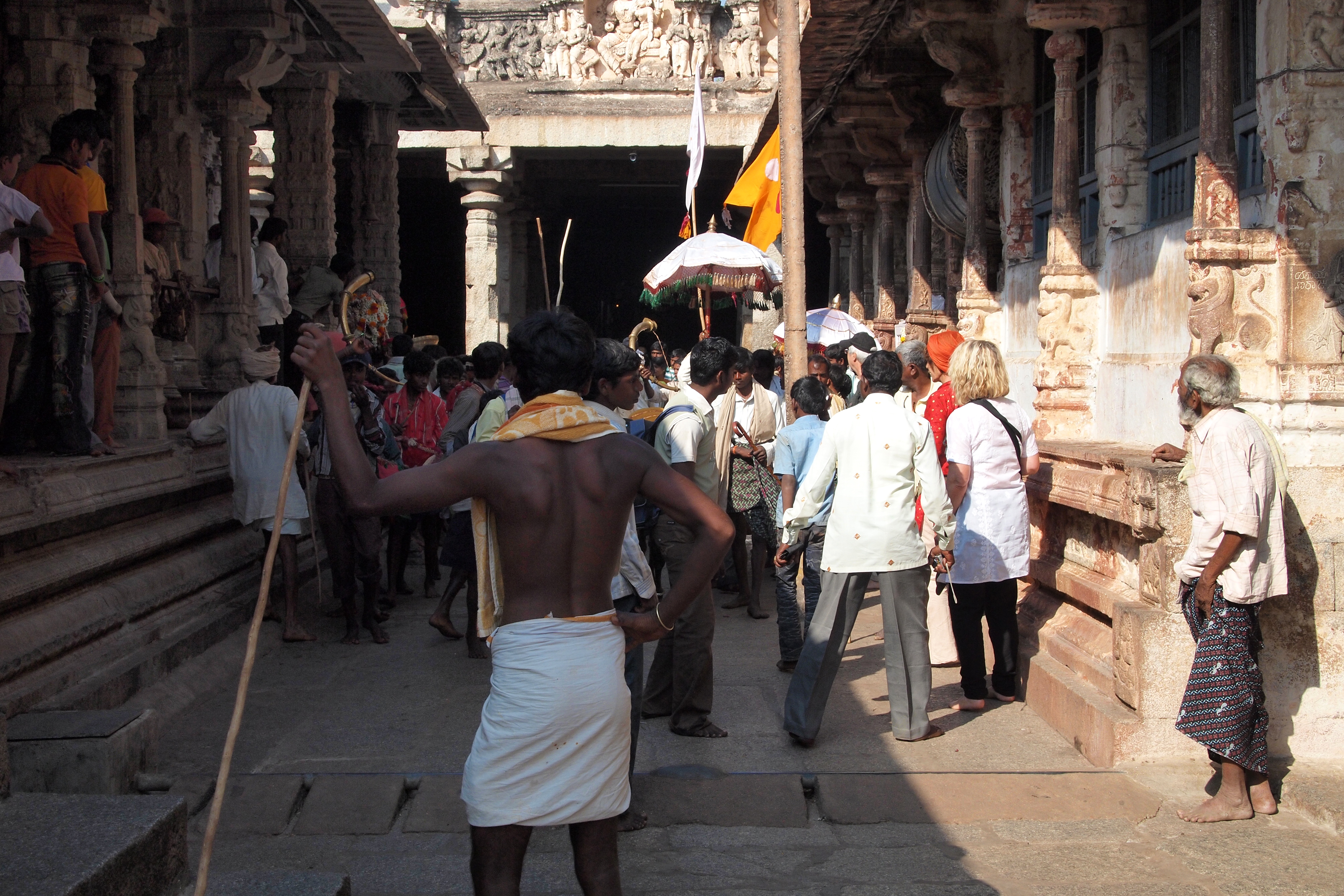
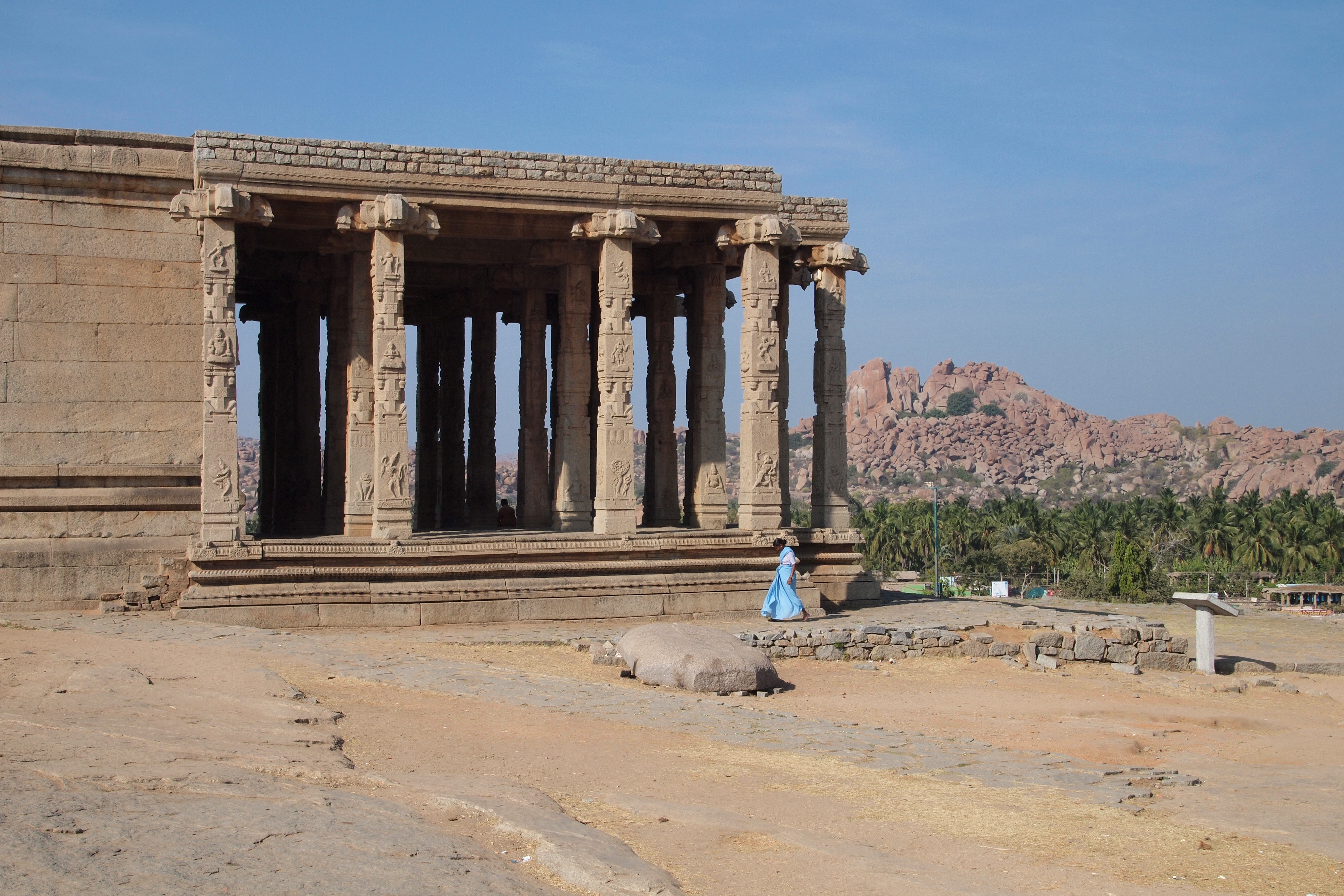
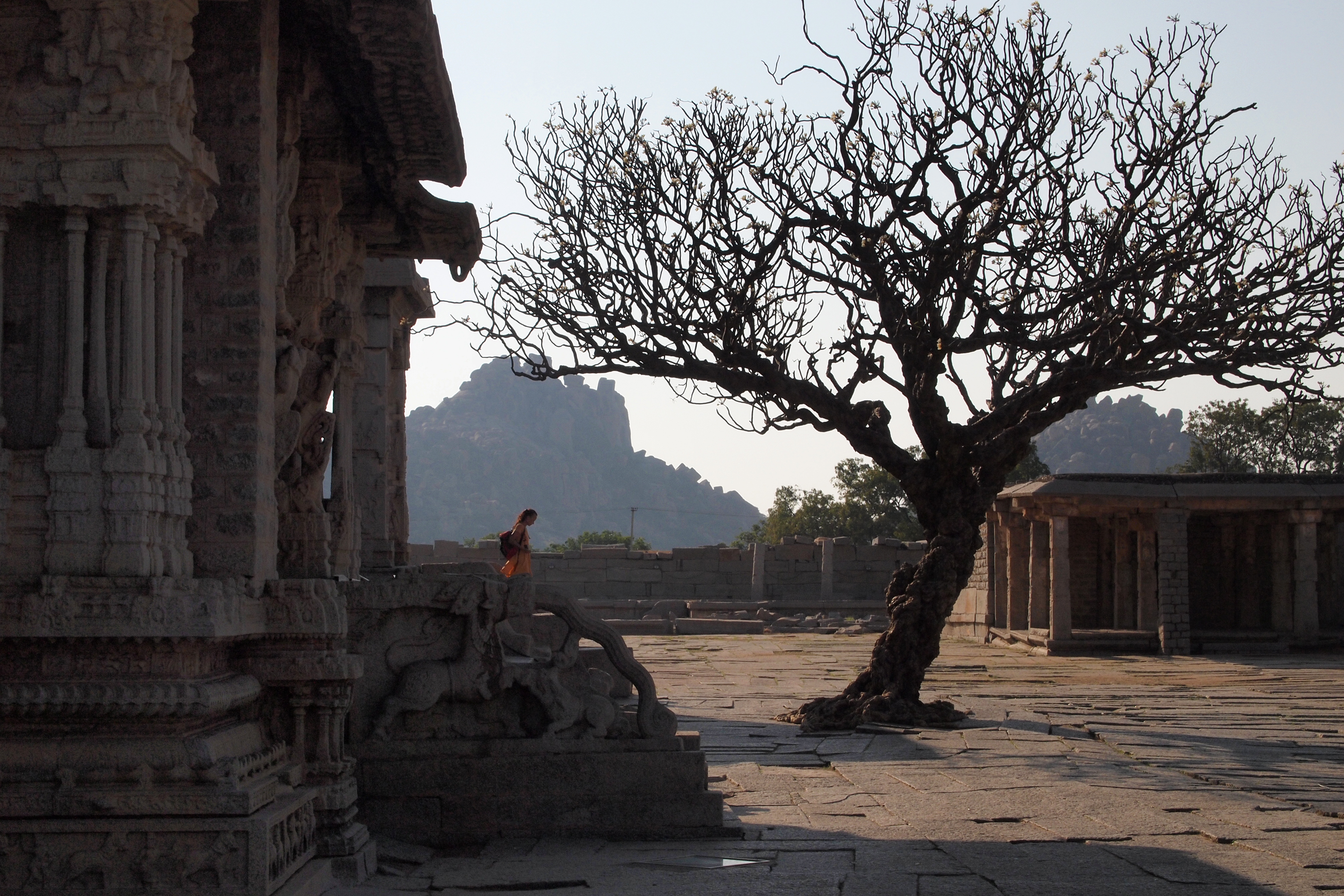
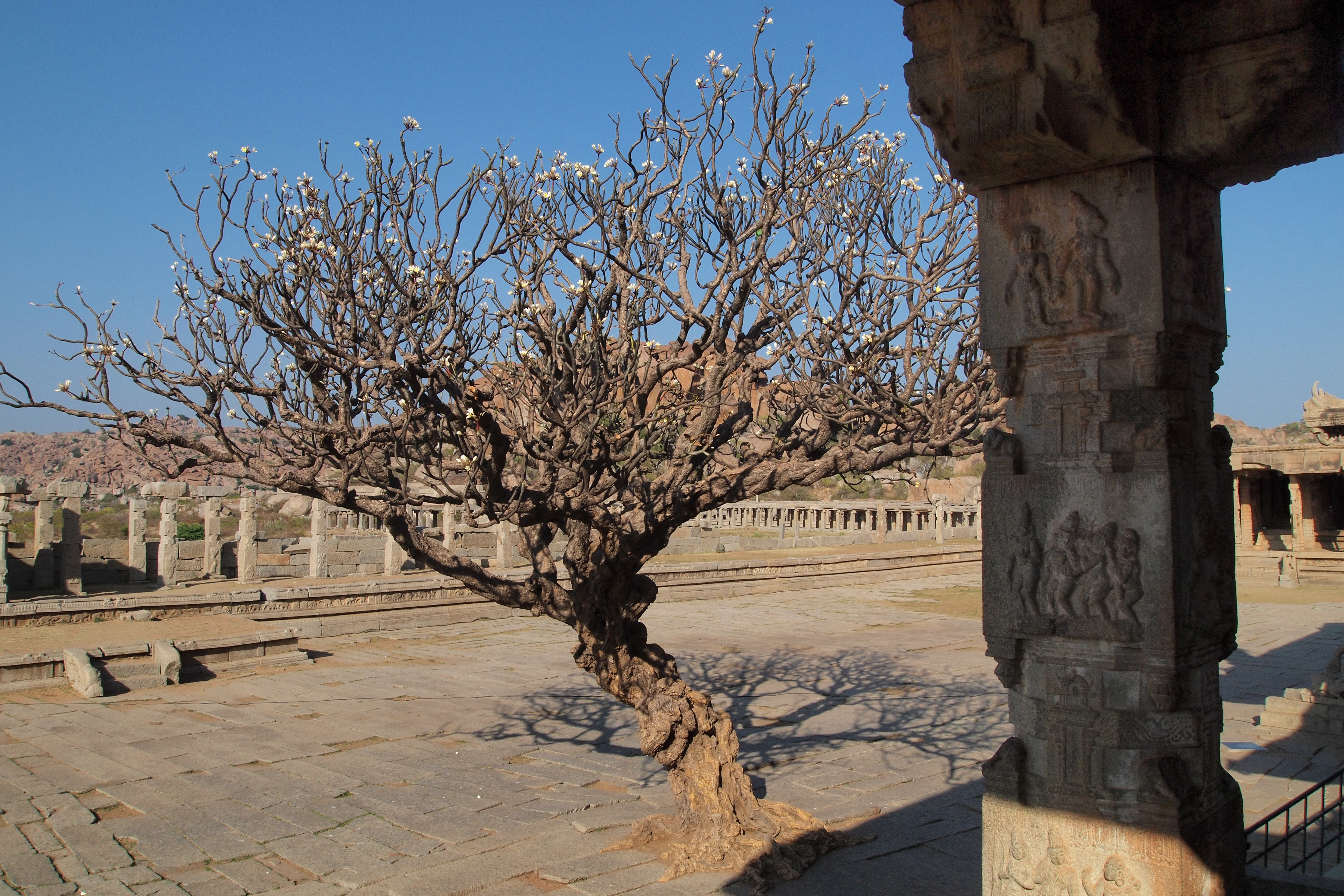
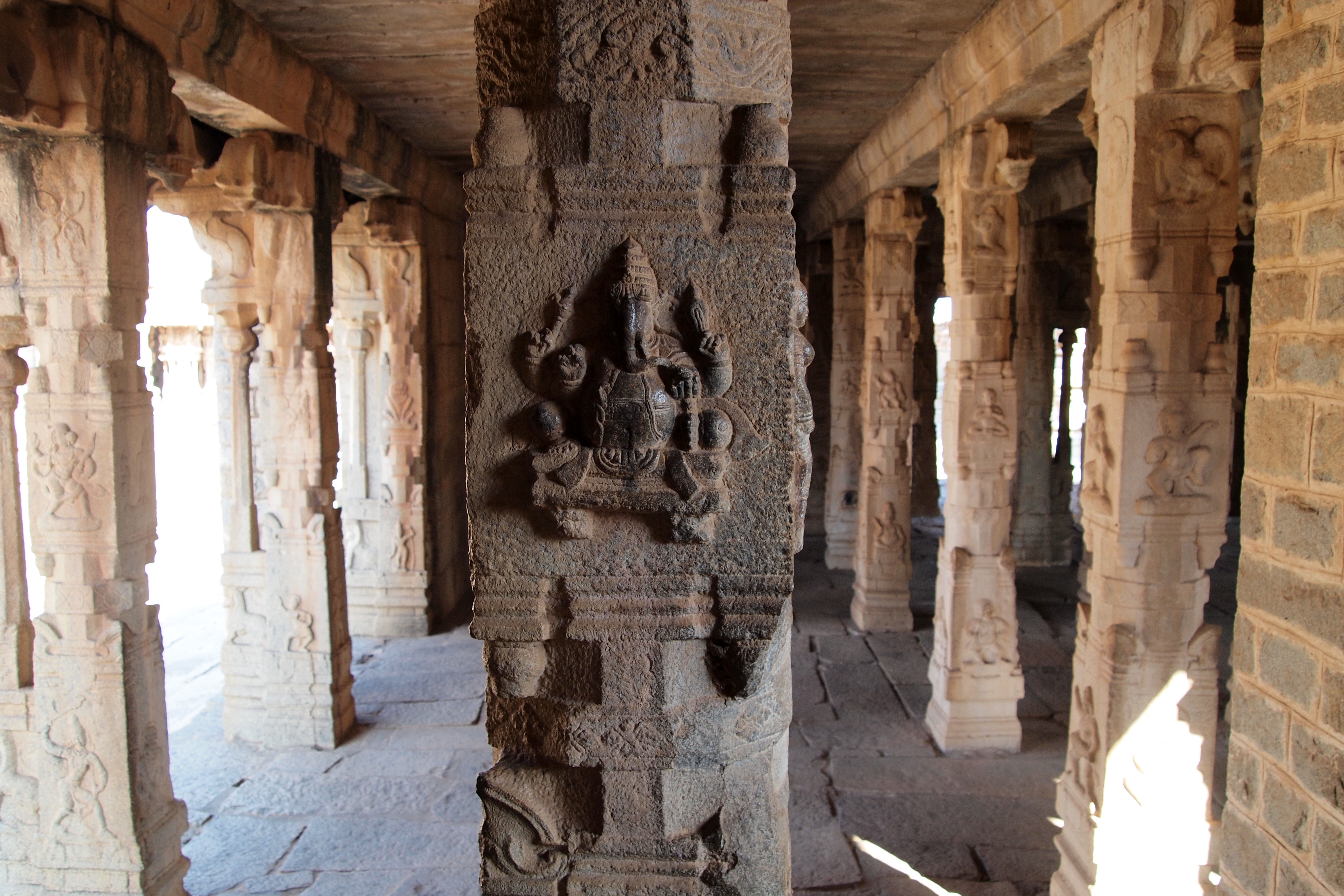
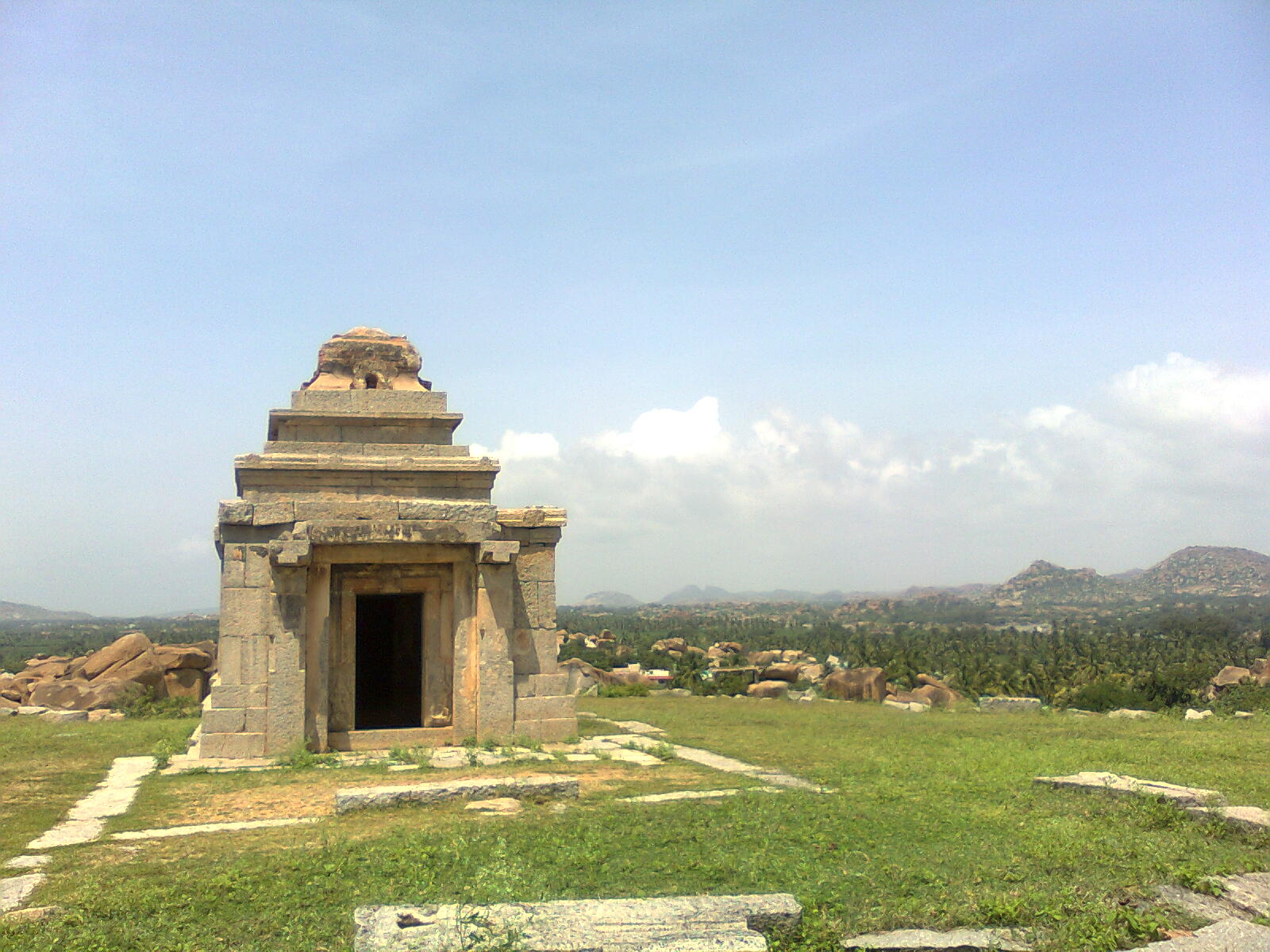
Stray Temples
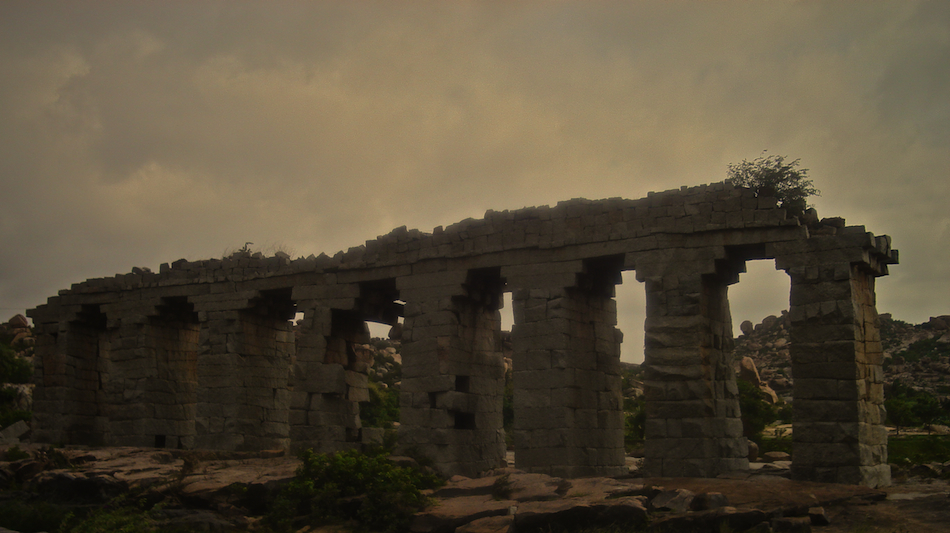
一座位於阿納貢迪附近的大型高架渠殘餘(布卡所建)
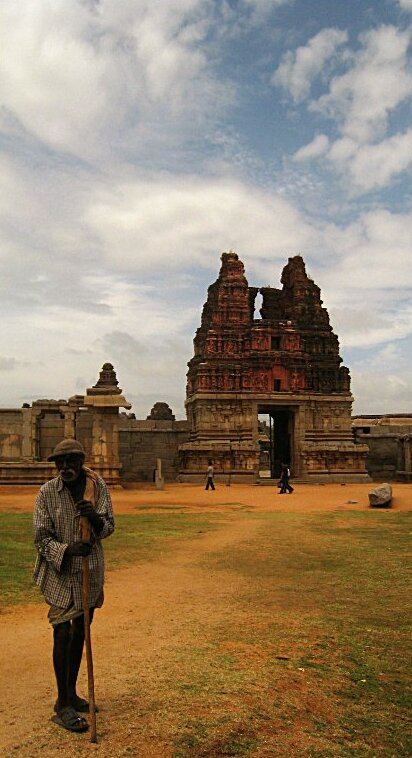
老人站在Vittala 神廟前方
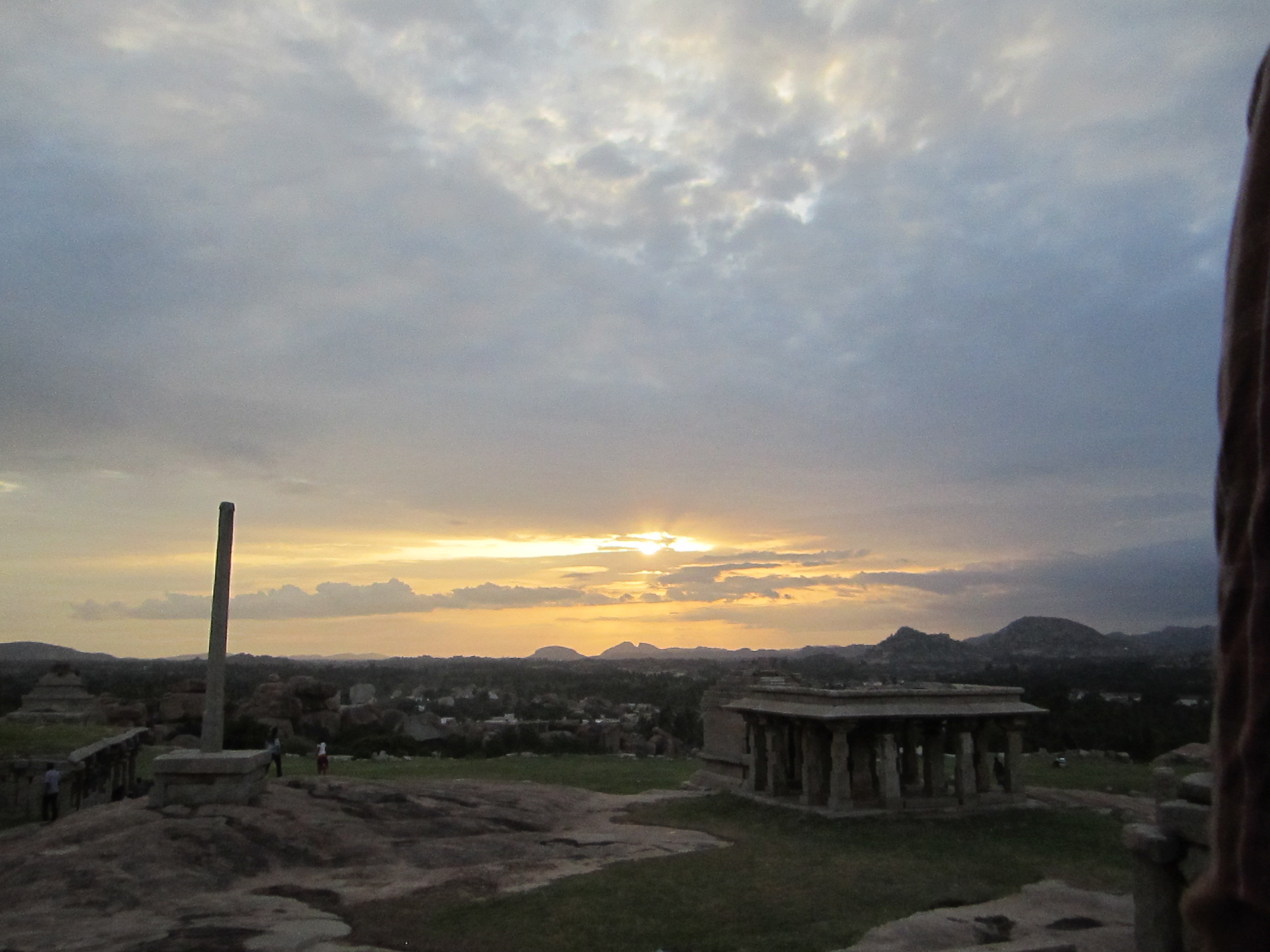
亨比的日落
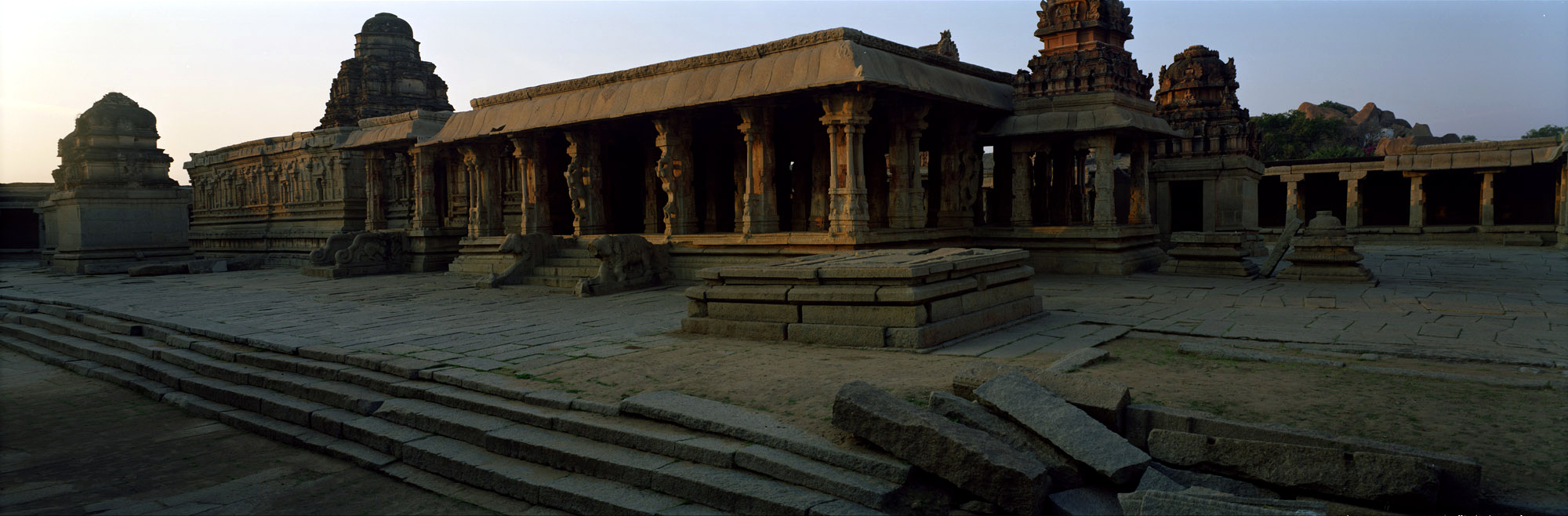
亨比的廟宇
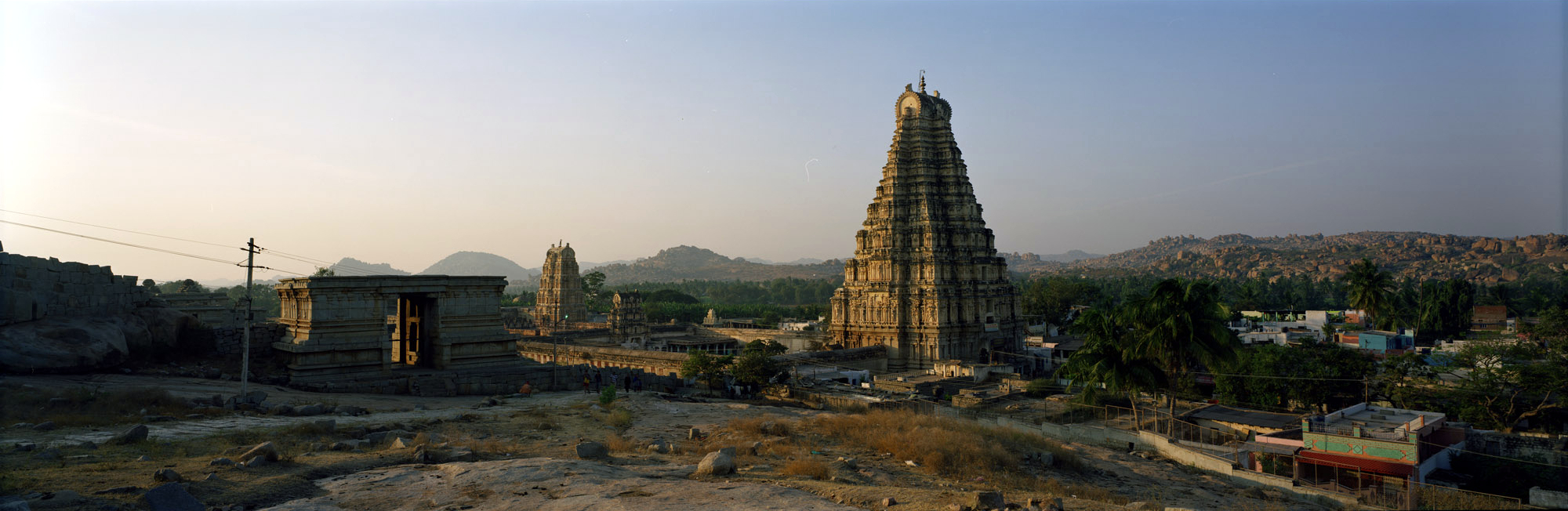
亨比黃昏時的晚霞
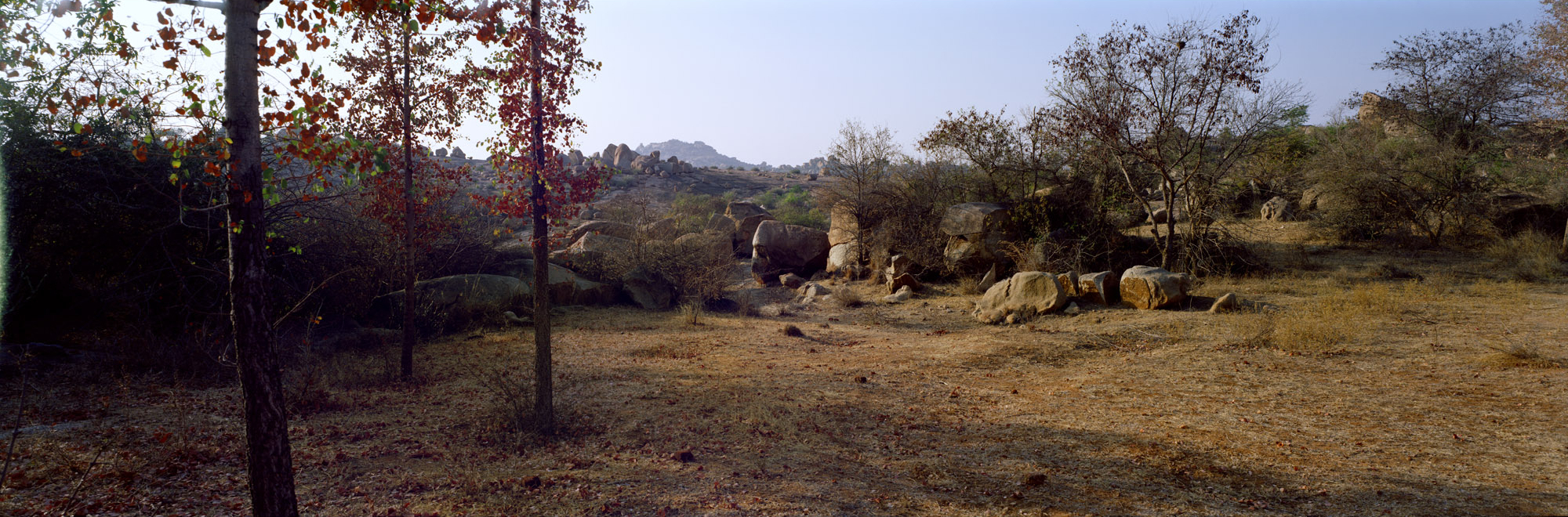
亨比景色
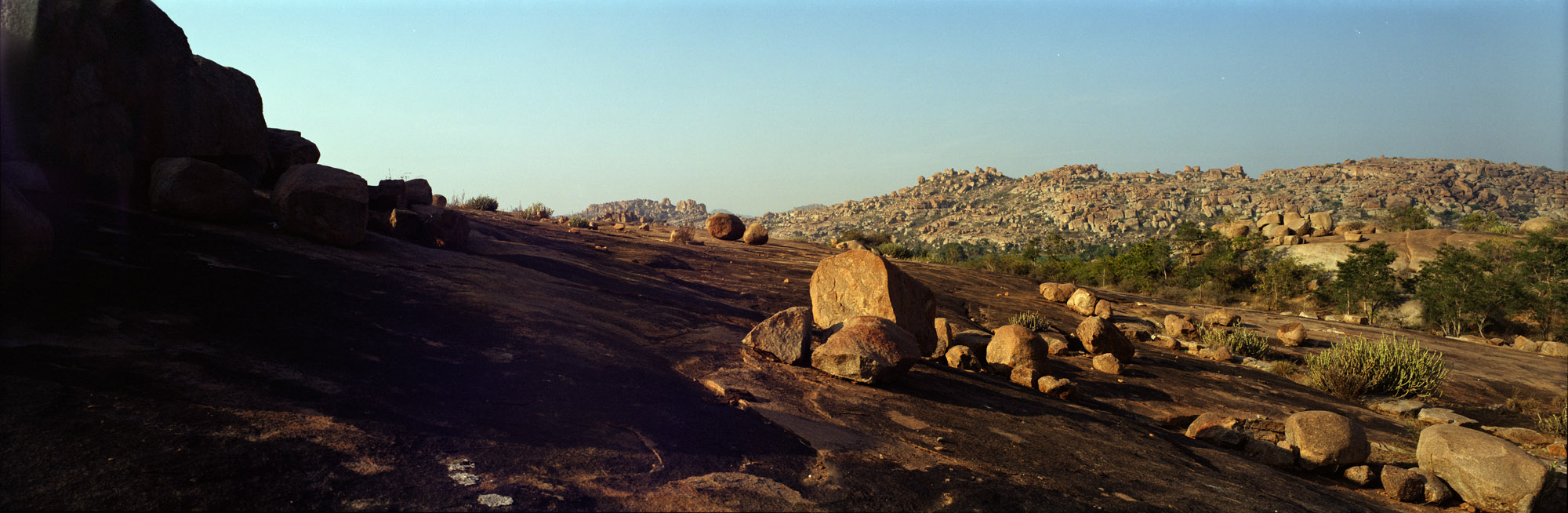
岩石景觀
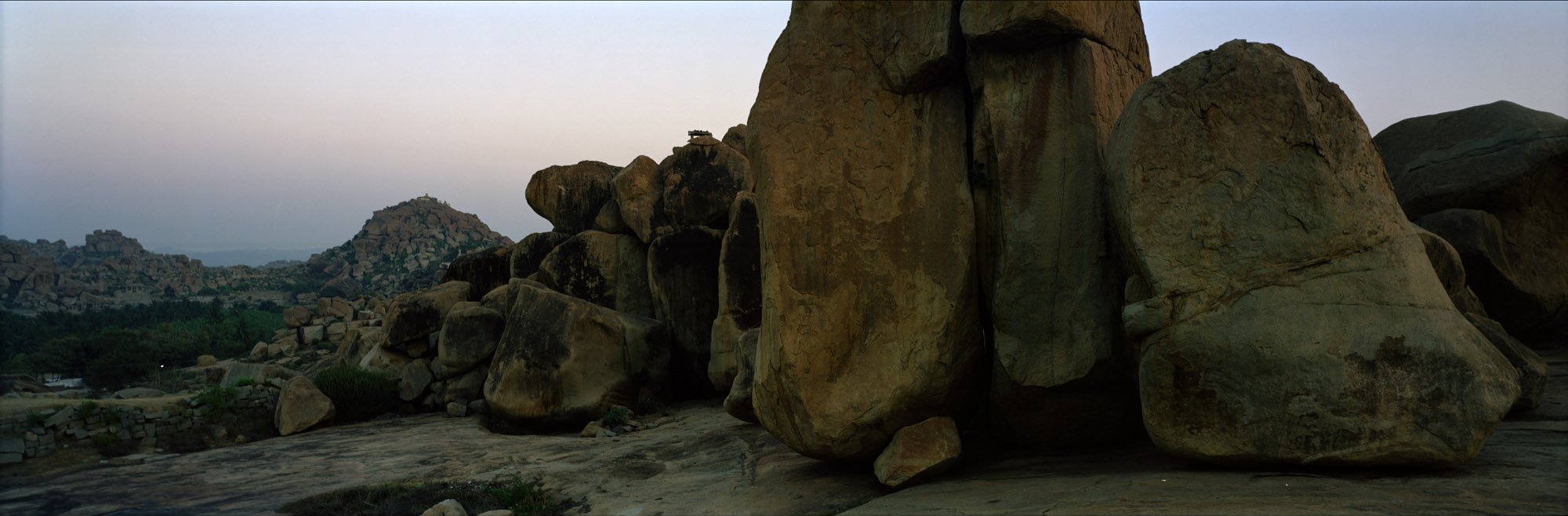
黃昏的岩石景觀
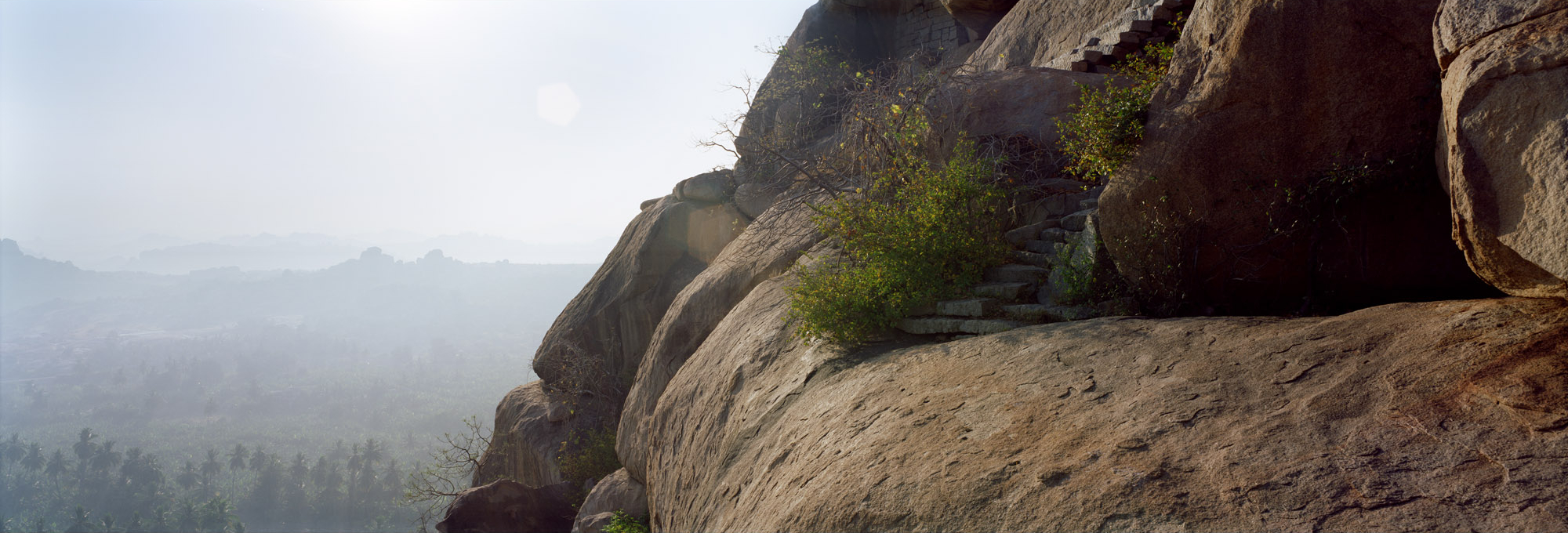
Mathanga山,亨比
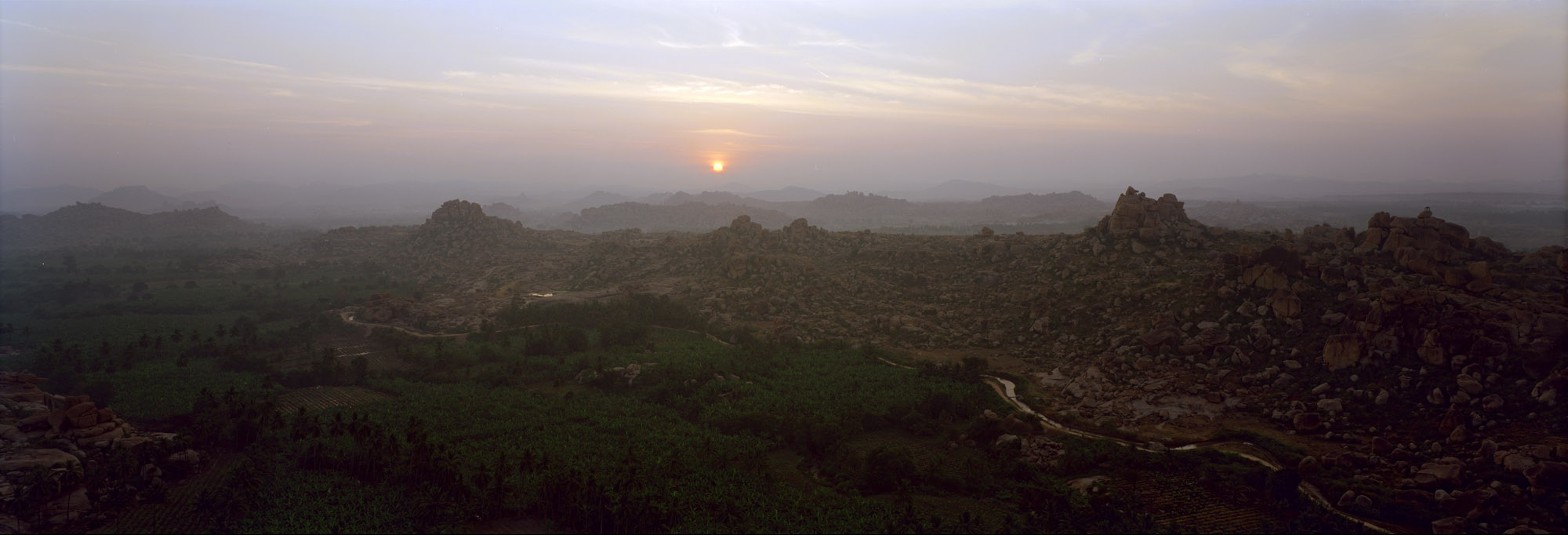
Mathanga山上所見的景觀
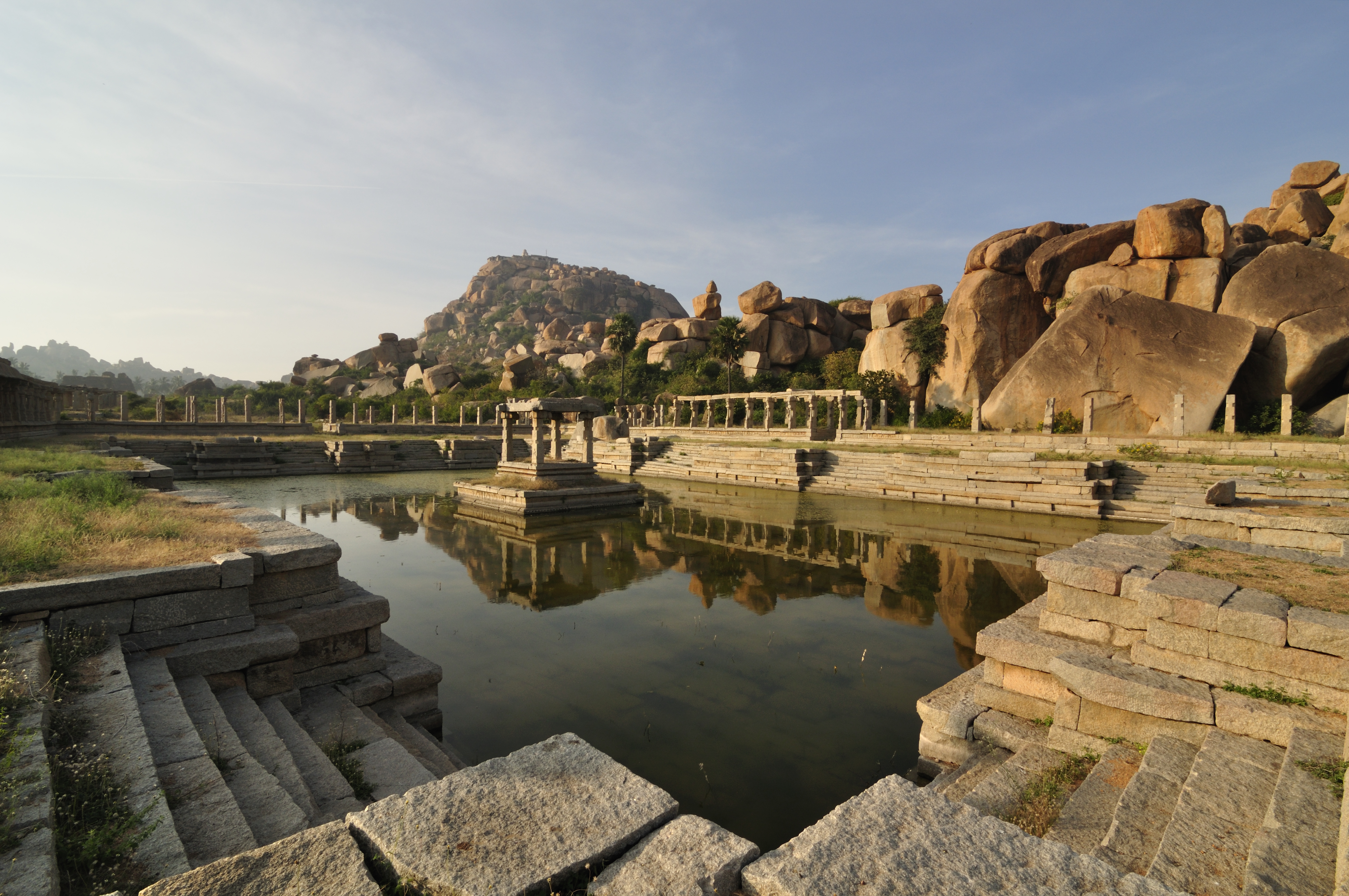
舞女浴池
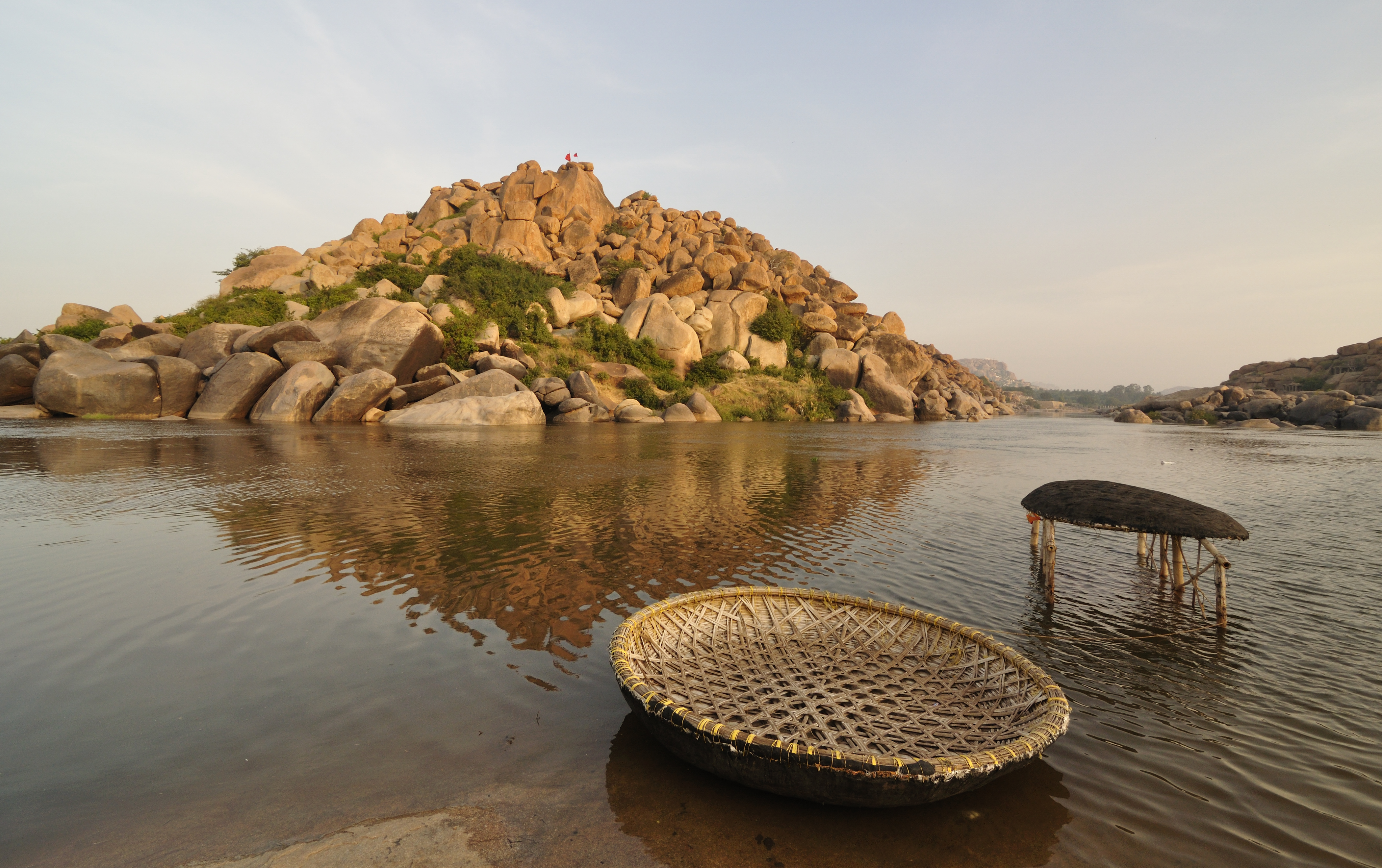
亨比棟格珀德拉河上的科拉科爾小艇